# 1272 dans les croisades
- Mamelouks :     Az-Zâhir Rukn ad-Dîn Baybars al-Bunduqdari

Cette page regroupe les évènements concernant les Croisades qui sont survenus en 1272 :
- 22 mai : Les Francs et Baybars concluent une trêve de dix ans[1].
- 16 juin : Édouard Ier, roi d'Angleterre échappa de peu à un attentat des Assassins[2].
- 22 septembre : Édouard Ier, roi d'Angleterre quitte la Terre sainte (neuvième croisade)[3].